# Donald C. Dobbins
Donald Claude Dobbins (* 20. März 1878 bei Dewey, Champaign County, Illinois; † 14. Februar 1943 in Champaign, Illinois) war ein US-amerikanischer Politiker. Zwischen 1933 und 1937 vertrat er den Bundesstaat Illinois im US-Repräsentantenhaus.

## Werdegang
Donald Dobbins besuchte die öffentlichen Schulen seiner Heimat und studierte danach an der University of Illinois in Urbana. Anschließend setzte er seine Ausbildung am Dixon Business College und an der George Washington University in Washington, D.C. fort. Zwischen 1896 und 1899 arbeitete er als Lehrer. Von 1900 bis 1906 war er als Stenograph und Korrespondent tätig. Daran schloss sich bis 1909 eine Stellung bei der amerikanischen Bundespost an. Nach einem Jurastudium und seiner 1909 erfolgten Zulassung als Rechtsanwalt begann er in Champaign in diesem Beruf zu arbeiten. Gleichzeitig schlug er als Mitglied der Demokratischen Partei eine politische Laufbahn ein. Im Juni 1936 war er Delegierter zur Democratic National Convention in Philadelphia, auf der Präsident Franklin D. Roosevelt zur Wiederwahl nominiert wurde.
Bei den Kongresswahlen des Jahres 1932 wurde Dobbins im 19. Wahlbezirk von Illinois in das US-Repräsentantenhaus in Washington gewählt, wo er am 4. März 1933 die Nachfolge des Republikaners Charles Adkins antrat. Nach einer Wiederwahl konnte er bis zum 3. Januar 1937 zwei Legislaturperioden im Kongress absolvieren. Während seiner Zeit im Kongress wurden dort viele der New-Deal-Gesetze der Roosevelt-Regierung verabschiedet. Im Jahr 1935 wurden erstmals die Bestimmungen des 20. Verfassungszusatzes angewendet, wonach die Legislaturperiode des Kongresses jeweils am 3. Januar endet bzw. beginnt.
1936 verzichtete Donald Dobbins auf eine weitere Kandidatur. Nach dem Ende seiner Zeit im US-Repräsentantenhaus praktizierte er wieder als Anwalt. Er starb am 14. Februar 1943 in Champaign.